# 萨尔茨堡机场
萨尔茨堡机场（德語：Salzburg Airport W. A. Mozart）全称為萨尔茨堡沃尔夫冈·阿马德乌斯·莫扎特机场，是奥地利共和国萨尔茨堡州首府萨尔茨堡的国际机场，是该国仅次于维也纳国际机场的第二大机场，以在该城出生的著名音乐家沃尔夫冈·阿马德乌斯·莫扎特的名字命名。